# Horný Vadičov
Horný Vadičov (bis 1927 auch „Horný Vajčov“; ungarisch Felsővadas – bis 1907 Felsővadicsó) ist eine Gemeinde im Nordwesten der Slowakei mit 1723 Einwohnern (Stand 31. Dezember 2024) und liegt im Okres Kysucké Nové Mesto, einem Kreis des Žilinský kraj und zugleich in der traditionellen Landschaft Kysuce.

## Geographie

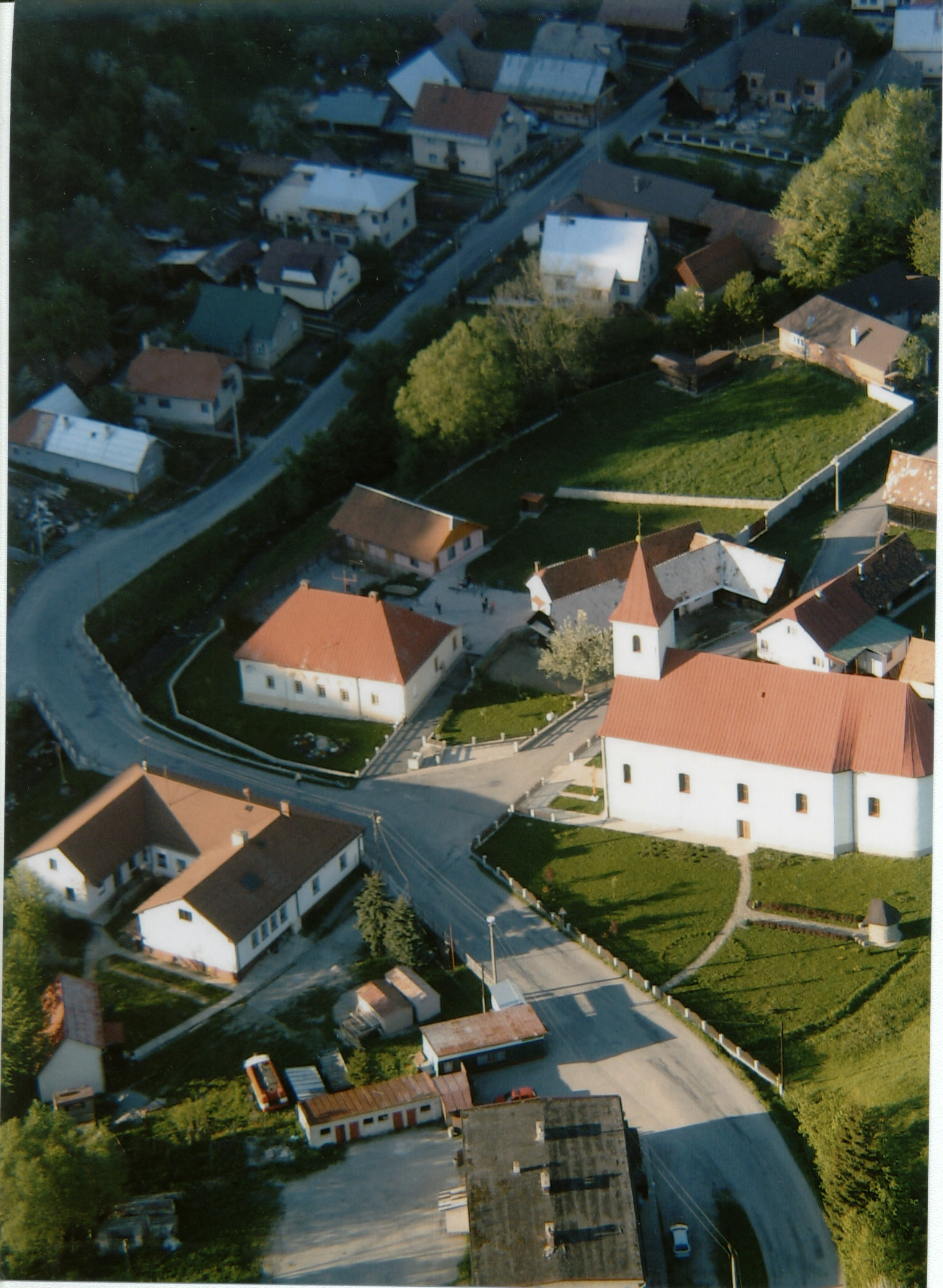
Luftansicht des Ortszentrums

Die Gemeinde befindet sich im Bergland Kysucká vrchovina am oberen Ende eines Tals. Durch den Ort fließt der Bach Vadičovský potok, der zum Flusssystem Kysuca gehört. Der niedrigste Punkt (440 m n.m.) des Gemeindegebiets ist der Bach Vadičovský potok, als er den Ort Richtung Dolný Vadičov verlässt. Der höchste Punkt ist der Berg Ľadonhora (999 m n.m.). Das Ortszentrum liegt auf einer Höhe von 487 m n.m. und ist zehn Kilometer von Kysucké Nové Mesto sowie 20 Kilometer von Žilina entfernt.
Neben dem Hauptort gehört zur Gemeinde auch der Ort Stredný Vadičov (nach 1907 eingemeindet), zugleich Katastralgemeinde.
Nachbargemeinden sind Povina im Norden, Lutiše im Nordosten, Lysica im Südosten, Gbeľany und Nededza im Süden, Kotrčiná Lúčka im Südwesten, Dolný Vadičov im Westen und Kysucké Nové Mesto (Stadtteil Budatínska Lehota) im Nordwesten.

## Geschichte
Horný Vadičov wurde zum ersten Mal 1385 als Silva Vaditzov schriftlich erwähnt und entstand wohl im 14. Jahrhundert. Andere alte Namen sind Vadycho (1419), Felse Wadychow (1504) und Horní Wadičow (1773). Es war ein eher armes Dorf, dessen Gutsherren aus den Geschlechtern Rudinszky, Nedeczky und Záborszky stammten. 1598 gab es insgesamt 35 Häuser, 1787 138 Häuser und 886 Einwohner. 1828 zählte man 141 Häuser und 1.142 Einwohner, die in der Land- und Forstwirtschaft, Viehhaltung sowie als Drahtbinder beschäftigt waren.
Bis 1918 gehörte der im Komitat Trentschin liegende Ort zum Königreich Ungarn und kam danach zur Tschechoslowakei beziehungsweise heute Slowakei.

## Bevölkerung
| Jahr                | 1994 | 2004    | 2014    | 2024    |
| ------------------- | ---- | ------- | ------- | ------- |
| Anzahl der Personen | 1509 | 1557    | 1633    | 1723    |
| Unterschied         |      | +3,18 % | +4,88 % | +5,51 % |

| Jahr                | 2023 | 2024    |
| ------------------- | ---- | ------- |
| Anzahl der Personen | 1722 | 1723    |
| Unterschied         |      | +0,05 % |

Nach der Volkszählung 2011 wohnten in Horný Vadičov 1581 Einwohner, davon 1540 Slowaken, drei Tschechen und jeweils ein Magyare, Pole und Russe. 35 Einwohner machten diesbezüglich keine Angabe. 1473 Einwohner bekannten sich zur römisch-katholischen Kirche, zwei Einwohner zu den Mormonen und jeweils ein Einwohner zur Bahai-Religion, zur evangelischen Kirche A. B. und zur griechisch-katholischen Kirche; ein Einwohner bekannte sich zu einer anderen Konfession. 33 Einwohner waren konfessionslos und bei 69 Einwohnern wurde die Konfession nicht ermittelt.

## Bauwerke
- römisch-katholische Nikolauskirche aus dem Jahr 1806